# Lino Brocka
Catalino Ortiz Brocka, conhecido como Lino Brocka (Pilar, 3 de abril de 1939 - Cidade Quezon, 21 de maio de 1991), foi um cineasta filipino, considerado um dos mais importantes de seu país. Recusando as tendências predominantes do cinema filipino (o desenho animado e o gênero Kung Fu), construiu uma carreira pessoal marcada pela preocupação com a realidade social do país, o que lhe trouxe problemas, e até mesmo uma prisão, durante a ditadura de Ferdinand Marcos. Filmou principalmente em inglês, mas também no idioma nativo tagalo. Homossexual assumido, vários de seus filmes incorporaram temas LGBT .

## Biografia
Nascido em uma pequena cidade balneária na província de Sorsogon, Brocka dirigiu seu primeiro filme em 1970: "Wanted: perfect mother", baseado em "A noviça rebelde" e também em uma série cômica local. Por este filme recebeu o prêmio de melhor roteiro no Festival de Cinema de Manila. Ainda no mesmo ano, ganhou o prêmio de melhor diretor conferido pelo Conselho de Cidadãos por seu segundo filme, "Santiago!".
Em 1974, Brocka dirigiu "Tinimbang ka ngunit kulang" (que em inglês se chamou "Weighed but found wanting"), contando a história de um adolescente crescendo em uma pequena cidade, sofrendo pequenas e grandes injustiças. O filme foi um grande sucesso de bilheteria, e deu a Brocka um novo prêmio de melhor diretor, desta vez conferido pela FAMAS (Filipino Academy of Movie Arts and Sciences).
Seu filme de 1975, "Maynila: sa mga kuko ng liwanag" (em inglês "The claws of light"), foi considerado o melhor filme filipino de todos os tempos por vários críticos, entre eles o inglês Derek Malcolm . O filme conta a história alegórica de um jovem do interior chamado Julio Madiaga que vai à capital Manila atrás de sua amada, Ligaya Paraiso, passando por diversas aventuras antes de conseguir o seu intento. Parte da grandeza do filme pode ser creditada à excelente fotografia de Mike de Leon, que mais tarde também se tornaria um grande diretor. No ano seguinte, o filme recebeu os prêmios FAMAS de melhor filme, melhor diretor, melhor ator e melhor ator coadjuvante.
"Insiang" (1978) foi o primeiro filme filipino a participar do Festival de Cannes, e é considerado por alguns críticos como a obra-prima de Brocka. A personagem-título é uma menina que vive em Tondo, a região de favelas de Manila, extremamente pobre e com uma das maiores densidades populacionais do mundo. Em tom de tragédia shakespeariana, o filme narra o estupro de Insiang por seu padrasto, e a consequente vingança.
Com "Jaguar" (1979), Brocka voltou a participar do Festival de Cannes, em 1980, na seleção oficial da Palma de Ouro. Nacionalmente, o filme recebeu dois prêmios FAMAS (melhor filme e melhor diretor), além de 5 troféus "Gawad Urian" (o prêmio da Associação de Críticos Filipina, criado em 1977), inclusive os de melhor filme e melhor diretor.
Em 1981, Brocka esteve em Cannes pela terceira vez, com "Bona", um filme sobre obsessão. 
In 1983, Brocka criou a organização "Concerned Artists of the Philippines" (CAP), que se manteve ativa por dois anos, sustentando posições políticas contra o governo de Marcos, especialmente a partir do assassinato do oposicionista Benigno Aquino.
No ano seguinte, "Bayan ko" ("This is my country") foi considerado subversivo pelo governo de Ferdinand Marcos, e passou por uma longa batalha jurídica para ser exibido sem cortes. Concorreu à Palma de Ouro em Cannes e recebeu 4 prêmios "Gawad Urian", inclusive o de melhor filme.
Brocka dirigiu mais de quarenta filmes. Outros de seus trabalhos notáveis são "Macho dancer" (1988), que teve de ser secretamente contrabandeado para fora do país para evitar a censura, "Orapronobis" ("Fight for Us", 1989) e "Gumapang Ka sa Lusak" (1990), que 20 anos depois foi adaptado para uma telenovela de grande sucesso na TV filipina .
Em 1987, um documentário sobre a obra de Lino Brocka, intitulado "Signed: Lino Brocka" e dirigido por Christian Blackwood, ganhou o "Peace Film Award" no Festival de Berlim .
Brocka morreu em um acidente de automóvel em 1991, aos 52 anos. Em 199, recebeu a distinção póstuma como "National Artist of the Philippines".
Seu sobrinho Allan Brocka é diretor de cinema e televisão nos Estados Unidos.

## Filmografia[5]
- 1970 : "Wanted: perfect mother"
- 1970 : "Santiago!"
- 1971 : "Tubog sa ginto"
- 1971 : "Stardoom"
- 1971 : "Lumuha pati mga angel"
- 1972 : "Cherry blossoms"
- 1972 : "Caena de amor"
- 1973 : "Villa Miranda"
- 1974 : "Tinimbang ka ngunit kulang"
- 1975 : "Tatlo, dalawa, isa"
- 1975 : "Maynila: sa mga kuko ng liwanag"
- 1976 : "Lunes, martes, miyerkules, huwebes, biyernes, sabado, linggo"
- 1976 : "Insiang"
- 1977 : "Tahan na, empoy, tahan"
- 1977 : "Inay"
- 1978 : "Tatay kong nanay, Ang"
- 1978 : "Gumising ka, Maruja"
- 1978 : "Hayop sa hayop"
- 1979 : "Ina, kapatid, anak"
- 1979 : "Init"
- 1979 : "Rubia servios"
- 1979 : "Jaguar"
- 1979 : "Ina ka ng anak mo"
- 1980 : "Nakaw na pag-ibig"
- 1980 : "Angela Markado"
- 1980 : "Bona"
- 1981 : "Dalaga si misis, binata si mister"
- 1981 : "Cover girls"
- 1981 : "Caught in the act"
- 1981 : "Burgis"
- 1982 : "Palipat-lipat, papalit-palit"
- 1982 : "Mother dear"
- 1982 : "In dis korner"
- 1982 : "Cain at Abel"
- 1983 : "Hello, young lovers"
- 1983 : "Stranger in Paradise"
- 1984 : "PX"
- 1984 : "Hot property"
- 1984 : "Adultery (Aida Macaraeg case no. 7892)"
- 1985 : "Miguelito, ang batang rebelde"
- 1985 : "Bayan ko: Kapit sa patalim"
- 1986 : "Ano ang kulay ng mukha ng Diyos"
- 1987 : "Pasan ko ang daigdig"
- 1987 : "Maging akin ka lamang"
- 1988 : "Macho dancer"
- 1988 : "Natutulog pa ang diyos"
- 1989 : "Les Insoumis ("Orapronobis")
- 1989 : "Babangon ako't dudurugin kita"
- 1990 : "Kung tapos na ang kailanman"
- 1990 : "Gumapang ka sa lusak"
- 1990 : "Hahamakin lahat"
- 1990 : "Ama... bakit mo ako pinabayaan?"
- 1991 : "Sa kabila ng lahat"
- 1991 : "Makiusap ka sa Diyos"
- 1991 : "Kislap sa dilim"
- 1991 : "Biktima"
- 1992 : "Lucia"
- 1993 : "Comment vont les enfants"